# Sigma Group
SIGMA GROUP a.s. je strojírenská firma, která je nejvýznamnějším výrobcem čerpací techniky v České republice. V současnosti se společnost zaměřuje na výzkum, vývoj a výrobu středních, těžkých a unikátních čerpadel a čerpacích soustrojí pro průmyslové využití. V tomto segmentu se firma řadí mezi světovou špičku v oboru a úspěšně tak navazuje na dlouholetou tradici výroby čerpadel v regionu střední Moravy. Mezi klíčové zákazníky patří tuzemské a zahraniční průmyslové podniky působící v oblasti lehkého i těžkého strojírenství, klasické a jaderné energetiky, petrochemie, těžby ropy, dobývání a zpracování nerostů a vodního hospodářství.

## Historie
Roku 1868 řemeslník Ludvík Sigmund založil v Lutíně pumpařskou firmu. Začal s výrobou dřevěných stojanových pump a vodovodů. Firma se rychle rozvíjela a najímala první pracovníky. Od zakladatele přebrali firmu jeho synové Jan a František v roce 1894. Byla zahájeno opracování kovů a výroba kovových částí pump. Firma získává věhlas v oboru vrtání studní a staveb vodovodů.
V roce 1922 byly registrovány ochranné známky „SIGMA“ a „Neptunův trojzubec“. O rok později byl zaveden elektrický pohon strojů a dílny vybaveny moderní obráběcí technikou. V roce 1924 byla otevřena filiální prodejna firmy v Praze.
Období 30. let přineslo tuzemskou i zahraniční expanzi firmy a zavedení řady novinek do výrobního programu. Firma SIGMUND PUMPY zaměstnávala 650 pracovníků. S využitím mnoha patentů vznikla výrobní řada ponorných čerpadel NAUTILA, určených pro hluboké a vrtané studny. Rozšířila se výroba sortimentu domácích vodáren pod značkou DARLING a firma se orientovala na dodávky vodárenských, důlních a průmyslových čerpadel všech konstrukčních principů. V zemědělství získal podnik významné postavení díky výkonným zavlažovacím zařízením REVOLT a RAKETA.
Roku 1935 rodina Sigmundů založila v Lutíně nový podnik s názvem CHEMA. Moderní výrobní závod se zaměřil na výzkum, výrobu a prodej prostředků na ochranu proti bojovým plynům a prostředků protiletecké ochrany. Výroba se specializovala na filtrační zařízení a dýchací filtry do plynových masek. O dva roky později byla v Anglii založena společnost SIGMUND PUMPS LTD s pobočkami v Londýně a Newcastlu, orientovaná na výrobu motorových hasičských stříkaček pro britské ministerstvo vnitra a londýnský hasičský sbor. Výrobní program britské afilace byl ve válečných letech rozšířen o další řady čerpadel lutínské koncepce.
Během 2. světové války, zejména po popravě ředitele a spolumajitele Ing. Jana Sigmunda nacisty v roce 1942, byl podnik v Lutíně konfiskován Německou říší a ve vysoké míře přebudován na výrobu zbrojních součástí pro tanky, ponorky, letadla a automobily.
Po znárodnění firmy v roce 1945 a transformaci na národní podnik SIGMA PUMPY byla zahájena etapa výstavby nových výrobních hal v Lutíně s cílem specializace na produkci čerpadel průmyslového charakteru. Rozšířilo se vývojové a konstrukční zázemí podniku. Po téměř 20 letech, roku 1965, vzniklo sdružení SIGMA KONCERN, které sloučilo všechny podniky na výrobu čerpadel a armatur v tehdejším Československu. Závod v Lutíně nesl název SIGMA Lutín, národní podnik. Vzniknul Výzkumný ústav čerpadel – nová organizace orientovaná na výzkum a vývoj čerpadel pro celý koncern.
Sté výročí založení firmy (r. 1968) bylo spojeno se zavedením výroby ponorných kalových a odvodňovacích čerpadel. Zahájena byla také spolupráce s anglickou firmou CRANE Ltd. směřující k licenční výrobě mechanických ucpávek. Nastal rychlý rozvoj zahraničního obchodu, zejména na trhy států střední a východní Evropy, severní Afriky, Blízkého východu, Střední a Jižní Ameriky a Jihovýchodní Asie.
V roce 1975 se SIGMA Lutín začala orientovat na komplexní dodávky investičních celků v oboru čerpací techniky. Byl vyroben první prototyp unikátního diagonálního vertikálního čerpadla typu 1600 BQDV určeného pro chladicí okruhy elektráren. Od roku 1979 byla do sériové výroby zaváděna čerpadla pro klasickou a jadernou energetiku nové koncepce. Jednalo se zejména o čerpadla napájecí v článkové i kotlové verzi, dále čerpadla podávací a kondenzátní.
V roce 1990 byla firma privatizována a sdružení SIGMA KONCERN se rozpadlo. Vzniknul samostatný státní podnik SIGMA Lutín, který dostal za cíl zkonsolidovat majetek firmy v Lutíně pro připravovanou privatizaci. Vyrobena byla technicky náročná napájecí a podávací čerpadla pro bloky jaderných elektráren o výkonu 1000 MW.
Roku 1994, po téměř 50 letech, vznikla v Lutíně opět soukromá čerpadlářská firma – SIGMA Lutín, akciová společnost. Rozpad sovětského bloku přinesl potřebu restrukturalizace a užší specializace firmy spojenou s orientací na nové trhy. Roku 1997 byla dokončena zásadní organizační restrukturalizace firmy. Vznikla akciová společnost SIGMA GROUP a.s. se sídlem v Lutíně jako mateřská společnost holdingu sdružujícího více než desítku vývojových, výrobních a obchodních společností orientovaných na čerpací techniku. Zahájeny byly vývojové práce na nových protipovodňových agregátech.
V roce 2004 došlo v holdingu SIGMA GROUP a.s. k organizačním změnám. Výrobková struktura byla rozčleněna mezi závody v Hranicích a Lutíně. V roce 2013 byla dokončena rozsáhlá rekonstrukce vstupního areálu firmy v Lutíně. Firma dosáhla certifikace podle ISO 14001, OHSAS 18001 a ISO 3834-2. Výroba spotřebních čerpadel byla definitivně přesunuta z Lutína do Hranic a došlo k fúzi čerpadlářské divize společnosti SIGMA 1868 spol. s r.o. s firmou SIGMA PUMPY HRANICE, s.r.o. Společnost SIGMA 1868 spol. s r .o. nadále působí jen v oblasti dodávek tlakových kanalizací.

## Certifikace
Systém managementu kvality je implementován do výrobních procesů společnosti SIGMA GROUP a.s. a jejích dceřiných firem již od roku 1994. V současnosti je společnost SIGMA GROUP a.s. certifikovaná firmou TÜV CERT – TÜV NORD podle platné normy ISO 9001 .
Koncem roku 2013 byla certifikace firmy rozšířena auditem o dva další systémy – systém environmentálního řízení dle požadavků ČSN ISO 14001  a o systém bezpečnosti a ochrany zdraví při práci dle ISO 45001.
Počátkem roku 2015 byla certifikace firmy dále rozšířena o systém svařování dle požadavků ČSN ISO 3834-2  v návaznosti na předpisy PED 97/23EC a s vyhláškami SÚJB č. 358/2016 Sb., a dalšími předpisy pro JE.
V roce 2021 byla firma jako první v české republice certifikována dle normy ISO 19 443, která pokrývá specifické požadavky na kvalitu v dodavatelském řetězci v odvětví jaderné energetiky.
V roce 2022 si firma dále rozšířila certifikaci dle standartu AQAP 2110 (ČOS 051672) která pokrývá požadavky kvality na dodávky s požadavkem státního ověřování jakosti v oblasti obrany v souladu s požadavky NATO.
Dceřiná společnost SIGMA Výzkumný a vývojový ústav, s.r.o. vykonává funkci akreditované zkušební laboratoře dle ČSN EN ISO/IEC 17025, který ověřuje jakost výrobků. Zkušební centrum v Lutíně provádí certifikaci čerpadel, armatur, kompletních čerpacích soustrojí, hasících přístrojů osobních ochranných prostředků,…  včetně zkoušení, ověřování shody, zpracování zkušebních protokolů a vystavování certifikátů výrobků pro účely vstupu na evropský trh.
Dále je SIGMA Výzkumný a vývojový ústav, s.r.o., v rámci vlastní výroby mobilních čerpacích stanic a osobních dýchacích filtrů pro obličejové masky, certifikována od jara 2016 ve shodě s požadavky Českého obranného standardu (ČOS) 051622, který je ve všech členských zemích NATO zavedený pod označením AQAP 2110  s rozsahem platnosti pro „Návrh, vývoj, výrobu a servis čerpací techniky" a „Vývoj a výrobu ochranných filtrů“.

## Služby

### Výzkum a vývoj
Výzkumná a vývojová činnost v oboru čerpací techniky a její ověřování a aplikace ve výrobním procesu jsou jedním z primárních směrů, kterým se firma SIGMA orientuje. Aplikovaný výzkum a vývoj v oblasti čerpací techniky a implementaci nových vývojových trendů do výroby zajišťuje dceřiná společnost SIGMA Výzkumný a vývojový ústav, s.r.o., která působí v rámci holdingu SIGMA GROUP a.s. rovněž jako informační a normalizační základna.
Dále společnost SIGMA Výzkumný a vývojový ústav, s.r.o. provozuje zkušební laboratoř pro modelové zkoušky čerpací techniky a armatur a zabývá se také vývojem a výrobou dýchacích ochranných filtrů pro vojenské, průmyslové a civilní využití. Vysokou kvalitu výrobků a služeb garantuje společnost zavedením systému jakosti podle ISO 9001.
Vývojovými, výpočtovými a konstrukčními činnostmi se zaměřením na konkrétní aplikace čerpací techniky SIGMA se zabývají také specializovaná pracoviště společnosti SIGMA GROUP a.s., kde se tým více než 70 projektantů, konstruktérů a technologů snaží maximálně podílet se na výzkumných a vývojových úkolech v rámci inovačního programu.
V roce 2010 iniciovala společnost SIGMA GROUP a.s. založení společnosti CENTRUM HYDRAULICKÉHO VÝZKUMU spol. s r.o., která má statut výzkumné organizace podle právních předpisů EU. Úkolem této organizace je zajistit participaci vědeckých a akademických institucí, studentů vysokých škol a odborníků z praxe na základním výzkumu a vývoji v oblasti hydrauliky kapalin, hydrostatických a hydrodynamických strojů a čerpací techniky.

### Výroba

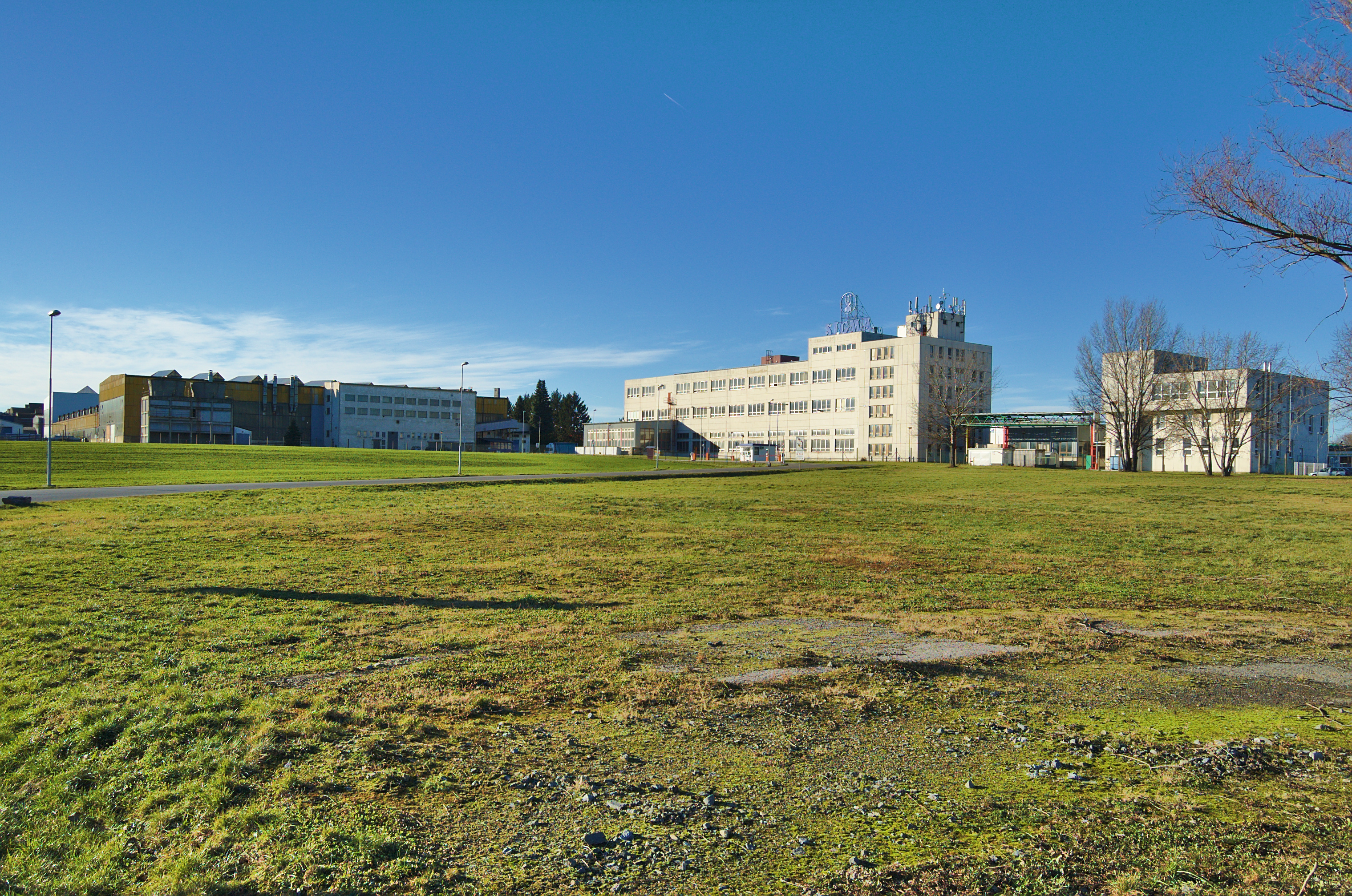
Sigma Lutín

Produkční základnou holdingu SIGMA GROUP a.s. je výrobní závod v Lutíně. Výrobu a organizaci tuzemského i zahraničního obchodu s čerpadly SIGMA včetně příslušenství a náhradních dílů zajišťuje mateřská společnost SIGMA GROUP a.s. Její výrobní program tvoří více než 70 výrobkových řad středních, těžkých a unikátních odstředivých čerpadel horizontální a vertikální konstrukce určených pro použití prakticky ve všech oblastech průmyslu, energetiky, zemědělství a vodního hospodářství.
Činnosti spojené s montáží, uváděním do provozu a servisem čerpací techniky SIGMA zajišťuje Divize energo. Obchodní aktivity ve významných zahraničních teritoriích řídí dceřiné firmy Sigmainvest spol. s r.o. a SIGMA POLSKA Sp. z o.o.. Všechny výrobní a obchodní procesy holdingu SIGMA GROUP a.s. jsou podrobeny dodržování kvalitativních standardů řízení jakosti dle normy EN ISO 9001.

### Inženýring
Téměř čtyři desetileté působí v lutínském závodě SIGMA projekční, konstrukční a obchodní skupina zaměřená na komplexní dodávky investičních celků v oboru čerpací techniky. Inženýrská činnost řeší náročné otázky, které vyžadují implementaci čerpacích zařízení do složitých průmyslových celků. V současné době představuje inženýring orientovaný na segmenty energetiky, vodního hospodářství průmyslových podniků, zemědělství a municipální sféry klíčovou oblast činnosti holdingu SIGMA GROUP a.s.
Dceřiná společnost SIGMA DIZ spol. s r.o. se specializuje na inženýrskou činnost a dodávky investičních celků v oboru čerpací techniky se zaměřením na teplárenství, klasickou a jadernou energetiku a vodní hospodářství průmyslových podniků. Dodávky napájecích, podávacích, cirkulačních a chladicích čerpacích stanic pro elektrárenské a teplárenské bloky do 1000 MW s aplikací středně těžkých, těžkých a unikátních čerpadel z produkce společnosti SIGMA GROUP a.s. představují základ podnikatelských aktivit této firmy.